# Heudreville-en-Lieuvin
Heudreville-en-Lieuvin település Franciaországban, Eure megyében. Lakosainak száma 115 fő (2022. január 1.). Heudreville-en-Lieuvin Épreville-en-Lieuvin, Le Favril, Fresne-Cauverville, Noards és Saint-Aubin-de-Scellon községekkel határos.

## Népesség
A település népességének változása:
| Lakosok száma | 154  | 117  | 108  | 104  | 103  | 107  | 108  | 109  | 110  | 115  |
|               | 1968 | 1982 | 1990 | 2006 | 2013 | 2015 | 2017 | 2019 | 2020 | 2022 |